# 小野さやか
小野 さやか（おの さやか、1984年 ‐ ）は、日本の映画監督。

## 経歴
日本映画学校（現・日本映画大学）17期卒業。在学中は映像ジャーナルコース所属。
日本映画学校卒業制作作品『アヒルの子』HOTDOCS国際ドキュメンタリー映画祭（カナダ）、シャドードキュメンタリー映画祭（オランダ）、ニッポンコネクション（ドイツ）に正式出品。
2010年：『アヒルの子』全国劇場公開。
2012年：フジテレビ『NONFIX』枠にて”ダッ！ダッ！脱原発の歌”を歌うアイドル・制服向上委員会の一年間を記録した『原発アイドル』にて、第50回ギャラクシー賞奨励賞。
2013年：『NONFIX』枠にて女装者たちを描いた『僕たち女の子』が話題を呼ぶ。
2017年12月9日：『僕たち女の子』の劇場版となる、映画『恋とボルバキア』が公開。

## 主な作品

### 映画
- 『アヒルの子』（2010年）出演・演出
- 『隣る人』（2012年）撮影
- 『恋とボルバキア』（2017年12月9日公開）
- 短篇集 さりゆくもの「八十八ケ所巡礼」（2021年2月20日、ぴんくりんくフイルム）※オムニバス映画の一編を担当[1]

### テレビ
- 『原発アイドル』（2012年）演出・編集
- 『僕たち女の子』（2013年）演出・撮影・編集

✳︎「暴れん坊将軍」『ああ、憎まれて五十年』おりん役